# Mount Jensen
Mount Jensen är ett berg i Antarktis. Det ligger i Östantarktis. Nya Zeeland gör anspråk på området. Toppen på Mount Jensen är 914 meter över havet. Jensen ingår i Gonville and Caius Range.
Terrängen runt Jensen är lite bergig. Trakten är obefolkad. Det finns inga samhällen i närheten.